# Download.com
Download.com is een downloadwebsite die in 1996 gelanceerd werd door CNET.

## Over de site
Download.com heeft vier categorieën van aanbod: Software (voor de pc, Mac en mobiele telefoon), Music (Muziek), Games (Computerspellen) en Videos, aangeboden via file transfer protocol vanaf de server van Download.com, of van een derde. De site bevat meer dan 100.000 softwareprogramma's, welke allemaal freeware, shareware, en trials zijn. De site trok in 2008 113.000.000 bezoekers, volgens een onderzoek van Compete.com

## Malware
Op 7 december 2011 raakte bekend dat aangeboden software voorzien wordt van malware-installers. In sommige gevallen gaat dit in tegen de licentievoorwaarden van de originele software. Opmerkelijk is dat de website tegelijkertijd adverteert met het aanbieden van spyware-vrije software.